# Šternberk
Šternberk (tjekkisk udtale: [ˈʃtɛrnbɛrk]; tysk: (Mährisch-)Sternberg) er en by i distriktet Olomouc i regionen Olomouc i Tjekkiet med omkring 13.000 indbyggere. Den er kendt for slottet Šternberk. Den historiske bymidte er velbevaret og er beskyttet ved lov som en bymæssig monumentzone .

## Inddeling
Landsbyerne Chabičov, Dalov, Krakořice og Těšíkov er administrative dele af Šternberk. Těšíkov udgør en eksklave af det kommunale område.

## Geografi
Šternberk ligger omkring 15 km  nord for Olomouc. Den ligger på grænsen mellem to geomorfologiske enheder. Det meste af kommunens område tilhører Nízký Jeseník-højlandet, kun den østlige del af området ligger i Upper Øvre Morava-dalen. Det højeste punkt er bakken Vysoká Roudná med en højde på 660 m . Sitka-strømmen løber gennem byen.

## Historie
Den første skriftlige omtale af Šternberk er fra 1269, hvor Šternberk-slottet dukkede op i et skøde fra kong Ottokar 2. af Bøhmen. Slottet blev grundlagt mellem 1253 og 1269. Byen Šternberk blev første gang nævnt i 1296, i et skøde fra Šternberks ejer, Albert af Šternberk. Selvom den blev omtalt som en by, blev den først en fuldgyldig by i slutningen af det 14. og 15. århundrede.
I 1633–1634 blev Šternberk ødelagt af en pestepidemi. I 1640'erne, under 30-årskrigen, blev byen erobret og plyndret flere gange af den svenske hær. Efter krigen var befolkningen overvejende tysk. I 1693 blev Šternberk erhvervet af huset Liechtenstein, som ejede det indtil 1945. Ny udvikling skete først i anden halvdel af 1700-tallet. Byen begyndte at vokse økonomisk takket være vævning.
Indtil 1918 var Šternberk en del af Østrig-Ungarn, administrationsby i distriktet med samme navn, en af de 34 Bezirkshauptmannschaften i Mähren.
I 1938, efter München-aftalen, blev Šternberk annekteret af Nazityskland og administreret som en del af Reichsgau Sudetenland. Den tysktalende befolkning blev fordrevet i 1945-1946 i henhold til Beneš-dekreterne og erstattet af tjekkiske bosættere.

## Gallery
- Panorama over byen
- Hlavní-torvet
- Bebudelseskirken og Maria-søjlen